# Войтович Ігор Станіславович
Войтович Ігор Станіславович (нар. 31 березня 1978) — доктор педагогічних наук, професор кафедри інформаційно-комунікаційних технологій та методики викладання інформатики Рівненського державного гуманітарного університету (м. Рівне, Україна)

## Біографія
Народився 31 березня 1978 року в селі Острожець Млинівського району Рівненської області. Загальну середню освіту здобув у Острожецькій загальноосвітній школі І-ІІІ ступеня.
Закінчив у 2000 році Рівненський державний гуманітарний університет за спеціальністю «фізика, фізика полімерів» та у 2008 році Міжнародний економіко-гуманітарний університет імені академіка С.Дем'янчука за спеціальністю «інформатика». Аспірант (2000–2003 рр.), викладач, старший викладач Рівненського державного гуманітарного університету, кандидат педагогічних наук (з 2007 року), доцент (з 2009 року), докторант Національного педагогічного університету імені М. П. Драгоманова (2010–2013 рр.), доктор педагогічних наук (з 2014 року), професор (з 2015 року).

## Наукова діяльність і публікації
Займається дослідженнями в галузі використання комп'ютерної техніки у викладанні природничих і технічних дисциплін та підготовці фахівців до використання комп'ютерної техніки в професійній діяльності. Розробник дистанційних курсів та вебінарів [Архівовано 1 березня 2021 у Wayback Machine.] для підвищення кваліфікації учителів, студентів, викладачів у сфері застосування комп'ютерної техніки у професійній діяльності.
Організатор регіональної (2005), всеукраїнської (2006–2007), міжнародної (2008–2010) конференції «Наука, освіта, суспільство очима молодих» та Всеукраїнської конференції «Інформаційні технології в професійній діяльності [Архівовано 8 вересня 2014 у Wayback Machine.]» (2007–2018 рр.).
Автор понад 150 наукових і навчально-методичних праць [Архівовано 24 червня 2016 у Wayback Machine.].

## Відзнаки
Визнаний переможцем у конкурсах «Молодий науковець РДГУ-2006» та «Молодий науковець РДГУ-2013», нагороджений дипломами «Менеджер науки РДГУ-2010», Всеукраїнського конкурсу науково-методичних розробок з дослідницько-експериментального напряму позашкільної освіти фізико-математичного та технічного профілю у 2011 році (ІІ ступеня), «Автор РДГУ — 2013», нагороджений Почесними грамотами Управління освіти і науки Рівненської ОДА (2009, 2012); ВМГО «Союз обдарованої молоді» (2009).